# Eksponentiel udvikling
|  | Sammenskrivningsforslag Artiklerne Eksponentiel vækst, Eksponentiel ligning, Eksponentiel udvikling er foreslået føjet ind i Eksponentiel udvikling. (Siden maj 2019) Diskutér forslaget Kort begrundelse: De handler om det samme. Evt. kunne det rent matematiske være under Eksponentialfunktion. |

En eksponentiel udvikling er en matematisk model, som kan bruges til at beskrive forskellige sammenhænge; typisk hvordan bestemte ting forandrer sig med tiden: Specielt for eksponentielle udviklinger gælder, at målt hen over lige store tidsintervaller stiger eller falder den (tids-)afhængige variabel med lige store forholdstal.

Her er nogle eksempler på fænomener, der følger (eller kan følge) en eksponentiel udvikling:
- Renters rente er et klassisk eksempel på en eksponentiel udvikling: Placerer man én gang for alle nogle penge et sted, hvor man kan forvente en konstant rente, vil saldoen som følge af renterne være eksponentielt voksende.
- Hvis fødselsraten i en befolkning ligger højere eller lavere end, hvad der er nødvendigt for at opretholde et konstant befolkningstal, vil befolkningstallet (til at begynde med) følge en eksponentielt voksende eller aftagende udvikling.
- Strålingen fra en prøve af et radioaktivt stof (som henfalder til en stabil isotop) vil aftage eksponentielt over tid. Hvor hurtigt strålingen aftager til det halve, beskrives ofte ved den såkaldte halveringstid.
- Temperaturforskellen mellem f.eks. en varm småkage og den konstante stuetemperatur omkring den aftager eksponentielt med tiden.
- Udskillelsen af lægemidler følger ofte en eksponentialfunktion, således at man også her taler om halveringstid. Se farmakokinetik.

## Matematikken i en eksponentiel udvikling
Matematisk set beskrives den eksponentielle udvikling, som funktion, således:
{\displaystyle f(x)=b\cdot a^{x}}
hvor {\displaystyle a>0}, {\displaystyle b>0}, {\displaystyle a\neq 1}, {\displaystyle Dm(f)=\mathbb {R} } og {\displaystyle Vm(f)=\mathbb {R} _{+}}.
- {\displaystyle x} er den uafhængige variabel (som regel målt i tid).
- {\displaystyle y} er den afhængige variabel.
- a, fremskrivningsfaktoren, er det forholdstal som {\displaystyle y} ændrer sig med, når {\displaystyle x} stiger eller falder med 1: Hvis {\displaystyle a} 0 < a < 1 er {\displaystyle y} eksponentielt aftagende, hvis {\displaystyle a>1} er den eksponentielt voksende, da a er afhængig af vækstraten, r, som følgende: {\displaystyle a=1+r}.
- {\displaystyle b} er den størrelse {\displaystyle y} har når {\displaystyle x} er lig med nul. Bemærk desuden at der i tilfældet {\displaystyle b=1} er tale om den mere simple eksponentialfunktion.
- Dm(f) er funktionens definitionsmængde, reelle tal.
- Vm(f) er funktionens værdimængde, positive reelle tal.

En eksponentiel udvikling kan beskrives ved de to tal {\displaystyle a} og {\displaystyle b}: Givet disse tal kan man med ovenstående regneudtryk svare på spørgsmål om, hvor stor den undersøgte størrelse {\displaystyle y} var eller vil være til et givent tidspunkt {\displaystyle x}. Med lidt omregning kan man tilsvarende bestemme, hvornår {\displaystyle y} når eller nåede en bestemt værdi.

Givet to sammenhørende par af {\displaystyle x} og {\displaystyle y} (f.eks. oplysninger om et eksponentielt voksende indbyggertal to givne, forskellige år) kan man bestemme værdierne af {\displaystyle a} og {\displaystyle b} og derefter bruge formlen til at fremsætte prognoser som beskrevet ovenfor.
Størrelsen af {\displaystyle a} er somme tider givet indirekte i form af et (for voksende eksponentielle udviklinger) fordoblings- eller (for aftagende udviklinger) halveringstal (eller -konstant): Dette er et udtryk for, hvor stor ændring i den uafhængige variabel {\displaystyle x} der "skal til" for at få fordoblet hhv. halveret den afhængige variabel {\displaystyle y}.
Hvis fordoblingstallet eller fordoblingstiden kaldes for {\displaystyle T_{2}}, gælder:

{\displaystyle a=2^{\frac {1}{T_{2}}}\Leftrightarrow T_{2}={\frac {\ln 2}{\ln a}}}

Udtrykt ved halveringstallet eller halveringstiden t gælder:

{\displaystyle a=\left({\frac {1}{2}}\right)^{\frac {1}{T_{1/2}}}\Leftrightarrow T_{1/2}={\frac {\ln {\frac {1}{2}}}{\ln a}}}
Hvis man vil isolere x i ligningen for eksponentiel udvikling, vil den komme til at se sådan ud:
{\displaystyle x={\frac {\ln({\frac {y}{b}})}{\ln(a)}}}